# Ajib Ahmad

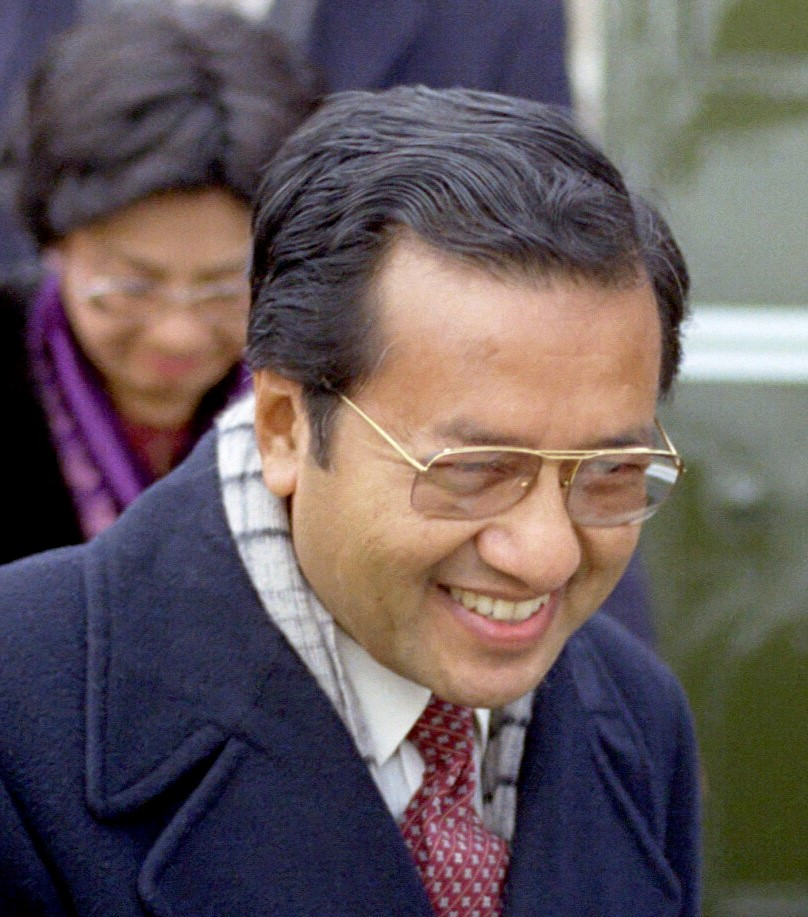
Ajib Ahmad, 1984

Abdul Ajib bin Ahmad (* 13. September 1947 in Segamat, Johor, Malaysia; † 3. Februar 2011 in Damansara, Petaling, Selangor, Malaysia) war ein malaysischer Politiker.

## Biografie
Datuk Ajib Ahmad wurde am 29. April 1982 als Nachfolger von Othman Saat Ministerpräsident (Menteri Besar) von Johor, des südlichsten Bundesstaates Malaysias. Er bekleidete dieses Amt bis zu seiner Ablösung durch Muhyiddin Yassin am 12. August 1986.
Am 3. Februar 2011 verstarb er an den Folgen eines Herzinfarkts.